# Kompanichef
Kompanichef är chefen för ett kompani. På utbildningsförband är denne chef över plutonchefer och underställd regementschefen, eller ibland en bataljonschef. I krigs/insatsförband är kompanichefen i regel underställd en bataljonschef. Inom det militära har man en traditionell hierarkisk formering. En order uppifrån kan antingen gå direkt från högsta nivå till lägsta eller följa de olika stegen från högre chef till lägre. Vad gäller omvänd ordning följer man vanligtvis stegmodellen där man vänder sig till närmste chef i rang exempelvis gruppchef till plutonchef.
Kompanichefen i utbildningsorganisationen har oftast majors grad och ansvarar för tre till fyra plutoner. Kaptener och löjtnanter (i nämnd ordning) är närmaste officersgrad under major och har oftast plutonsbefälsansvar. Kompanichefer lyder under regementschefen och dessa är som lägst överstelöjtnant.